# Liv Glacier
Liv Glacier är en glaciär i Antarktis. Den ligger i Västantarktis. Nya Zeeland gör anspråk på området. Liv Glacier ligger 250 meter över havet.
Terrängen runt Liv Glacier är varierad. Trakten är obefolkad. Det finns inga samhällen i närheten. 